# Semiothisa illineata
Semiothisa illineata är en fjärilsart som beskrevs av W. Warren 1901. Semiothisa illineata ingår i släktet Semiothisa och familjen mätare. Inga underarter finns listade i Catalogue of Life.